# Nomada polybioides
Nomada polybioides är en biart som beskrevs av Adolpho Ducke 1908. Nomada polybioides ingår i släktet gökbin, och familjen långtungebin. Inga underarter finns listade i Catalogue of Life.